# Réorganisation des corps d'infanterie français (1762)
Pour les articles homonymes, voir Réorganisation des corps d'infanterie français et Amalgame.
L'ordonnance royale du 10 décembre 1762 réorganise les corps d'infanterie de l'armée française en 65 régiments, dont 19 régiments à 4 bataillons, 22 régiments à 2 bataillons et 1 régiment à 1 bataillon ainsi que 23 régiments affectés au service de la Marine (17 régiments à 2 bataillons et 6 régiments à 1 bataillon).

Elle est complétée par d'autres ordonnances royales en date du 21 décembre 1762 qui réorganisent les corps d'infanterie irlandaise allemande, italienne. 

## Ordonnance du roi concernant l'infanterie Française du 10 décembre 1762
De par le Roi.

Sa Majesté voulant à l'occasion de la paix, expliquer ses intentions sur les Régiments de son Infanterie française qu'Elle a résolu de maintenir sur pied. Jugeant en même temps convenable d'en affecter plusieurs au Service de la Marine et des Colonies et leur donner à tous une constitution solide et invariable, qui puisse rendre l'état des Officiers assuré, de manière qu'ils n'aient plus rien à appréhender des réformes à venir.
Sa Majesté a ordonné et ordonne ce qui suit :
Article premier
Douze régiments conservés à quatre bataillons.

Les régiments de Picardie, Champagne, Navarre, Piémont, Normandie, La Marine, Boisgélin, Bourbonnois, Auvergne, Rougé, Chastelux et du Roi seront conservés à quatre bataillons.
Article 2
Sept régiments mis à quatre bataillons, au moyen de sept régiments qui y seront incorporés.

Les régiments Royal, de Poitou, Lyonnois, Dauphin, Vaubécourt, Touraine et Aquitaine, seront portés à quatre bataillons, au moyen des Régiments que Sa Majesté a résolu d'y faire incorporer.
Savoir

Sept régiments incorporés :
1. Le régiment de Cambis dans le régiment Royal,
2. Le régiment de Saint-Mauris dans le régiment de Poitou,
3. Le régiment de Nice dans le régiment de Lyonnois,
4. Le régiment de Guyenne dans le régiment du Dauphin,
5. Le régiment de Lorraine dans le régiment de Vaubécourt,
6. Le régiment de Flandre dans le régiment de Touraine,
7. Le régiment de Berry dans le régiment d'Aquitaine,

Article 3
Vingt deux régiments conservés à deux bataillons et un à un bataillon

Les régiments d'Eu, de Rosen, Montmorin, Briqueville, La Reine, Limosin, Royal-Vaisseaux, Orléans, La Couronne, Bretagne, Garde-Lorraine, Artois, Montrevel, Montmorency, La Sarre, La Fère, Condé, Bourbon, Penthièvre, Chartres, Conti et d'Enghien, seront conservés à deux bataillons, et celui de Monsieur le Comte de La Marche à un bataillon.
Article 4
Dix sept régiments de deux bataillons et six d'un bataillon affectés au service de la Marine

Les régiments Royal-Roussillon, de Beauvoisis, Rouergue, Bourgogne, Royal La Marine, Vermandois, Languedoc, Aumont, Médoc, Puységur, Bouillé, Royal-Comtois, Lastic, Provence, Boulonnois, Foix et Quercy de deux bataillons chacun; et ceux d'Angoumois, de Périgord, Saintonge, Forez, Cambrésis et Tournaisis, d'un bataillon chacun, seront affectés au service de la Marine et des Colonies et à la garde des ports dans le royaume.
Article 5
Noms de Provinces données aux régiments qui n'en ont point

Sa Majesté voulant donner des noms permanents aux régiments de l'infanterie française qui n'en ont point, afin d'assurer la connaissance et la mémoire de leurs actions, son intention est qu'à l'avenir :
- Le régiment de Boisgélin soit mis sous le titre de la Province de Béarn
- Le régiment de Rougé soit mis sous le titre de la Province de Flandre
- Le régiment de Chastelux soit mis sous le titre de la Province de Guyenne
- Le régiment de Vaubécourt soit mis sous le titre de la Province d'Aunis
- Le régiment de Rosen soit mis sous le titre de la Province de Dauphiné
- Le régiment de Montmorin soit mis sous le titre de la Province d'Île-de-France
- Le régiment de Briqueville soit mis sous le titre de la Province de Soissonnais
- Le régiment de Montrevel soit mis sous le titre de la Province de Berry
- Le régiment de Montmorency soit mis sous le titre de la Province de Hainaut
- Le régiment d'Aumont soit mis sous le titre de la Province de Beauce
- Le régiment de Puységur soit mis sous le titre de la Province de Vivarais
- Le régiment de Bouillé soit mis sous le titre de la Province de Vexin
- Le régiment de Lastic soit mis sous le titre de la Province de Beaujolais

Article 6
Rang conservé aux régiments changeant de noms

Veut Sa Majesté que nonobstant le changement de nom lesdits régiments, ils conservent le rang dont ils jouissent actuellement dans l'infanterie.
Article 7
Rang et service dans l'infanterie conservés aux régiments affectés à la Marine

Quoique les vingt-trois régiments nommés dans l'article 4  soient particulièrement destinés au service de la Marine, des colonies et des ports, entend cependant Sa Majesté que les officiers  qui y serviront, concourent, pour leur avancement, avec ceux qui resteront affectés au service  de terre, dont lesdits vingt-trois régiments continueront de faire partie, et parmi lesquels ils conserveront le rang qui leur appartient; voulant Sa Majesté que dans les circonstances où lesdits régiments ne seraient utiles ni dans les colonies, ni dans les ports, ils soient employés dans les Armées comme les autres régiments, qui pareillement serviront aux colonies, lorsque ceux de Sa Majesté y destine plus particulièrement, n'y suffiront plus.
Article 8
Prix des régiments

Sa Majesté voulant établir l'uniformité dans le prix des régiments de son infanterie française, Elle donnera ses ordres pour faire réduire où augmenter, à mesure que les circonstances le permettront, le prix des régiments qu'elle a résolu de conserver sur pied, jusqu'à ce que le régiment de Picardie  et ceux qui le suivent, jusques et y compris le régiment de La Fère, à la réserve de son régiment et de ceux qui ont à leur tête des princes de son sang, soient tous à quarante mille livres; et que le régiment Royal-Roussillon et ceux qui le suivent, jusques et compris celui de Quercy, soient tous à vingt mille livres.
Suit ensuite jusqu'à l'article 100, la composition des compagnies, escouades, sous-officiers, officiers, état-major , etc..

## Ordonnance du roi concernant l'infanterie Irlandaise du 21 décembre 1762
Sa Majesté voulant expliquer ses intentions sur les régiments d'Infanterie Irlandaise qu'Elle a résolu de maintenir sur pied, et leur donner,
ainsi qu'à toute son Infanterie, une constitution solide et invariable, Elle a ordonne et ordonne ce qui suit : 
Article 1
Les régiments de Bulkeley, Clare, Dillon, Rooth et Berwick, seront conservés sur pied.
Article 2
Le régiment Royal-Ecossais, ceux d'Ogilvy et de Lally, seront supprimés et incorporés dans les cinq que Sa Majesté a jugé à propos de conserver. 
Article 3
Chacun desdits cinq régiments, formera un bataillon, divisé en neuf compagnies, dont une de Grenadiers et huit de Fusiliers. 
Article 4
Il sera établi dans chacune desdites compagnies, un fourrier, le grade d'anspessade y sera supprimé, et il y sera créé, pour en tenir lieu, des places d'appointés, ainsi que Sa Majesté l'a réglé pour l'Infanterie française.

## Ordonnance du roi concernant l'infanterie Allemande du 21 décembre 1762
Sa Majesté voulant expliquer ses intentions sur les régiments d'Infanterie Allemande qu'Elle a résolu de maintenir sur pied, et leur donner,
ainsi qu'à toute son Infanterie, une constitution solide et invariable, Elle a ordonne et ordonne ce qui suit :
Article 1
Sa Majesté ayant déjà donné ses ordres pour faire licencier le régiment d'infanterie étrangère d'Horion, et ayant résolu de faire licencier aussi celui de Vierzet, Elle conservera sur pied les régiments d'Alsace, d'Anhalt, La Marck, Royal-Bavière, Royal-Suédois, Nassau, Royal-Deux-Ponts et celui de Bouillon.
Article 2
Le régiment d'Alsace formera trois bataillons. Chacun de ceux d'Anhalt, La Marck, Royal-Bavière, Royal-Suédois, Nassau, Royal-Deux-Ponts, deux bataillons, et celui de Bouillon, un bataillon seulement. 
Article 3
Et à cet effet, le quatrième bataillon du régiment d'Alsace, les troisièmes bataillons de chacun des régiments d'Anhalt,  La Marck, Royal-Bavière, Royal-Suédois, Nassau, Royal-Deux-Ponts, et le second de celui de Bouillon, seront réformés et incorporés dans les bataillons que Sa Majesté a jugé à propos de conserver sur pied.
Article 4
Chaque bataillon sera composé de neuf compagnies, dont une de grenadiers et huit de fusiliers.
, etc.

## Ordonnance du roi concernant le régiment Royal-Italien du 21 décembre 1762
Sa Majesté voulant expliquer les intentions sur la composition de son régiment d'Infanterie Italienne, et lui donner, ainsi qu'à toute son infanterie, une conflitution solide et invariable, Elle a ordonné & ordonne ce qui suit :
Article 1
Le régiment d'infanterie Royal-Corse, sera supprimé, et les neuf compagnies qui le composent, seront incorporées dans le régiment Royal d'Infanterie italienne, lequel, au moyen de cette incorporation, sera composé de deux bataillons, divisés chacun en neuf compagnies, dont une
de grenadiers et huit de fusiliers. 
, etc.